# Georg Balthasar Metzger

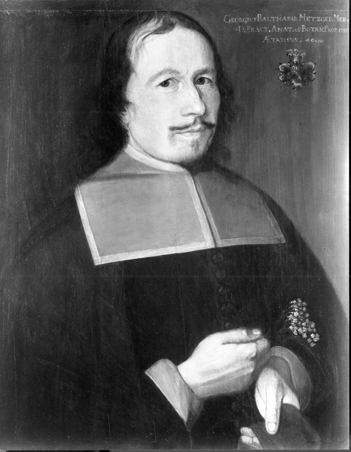
Porträt des Georg Balthasar Metzger von einem anonymen Meister, auf einem Gemälde aus der Sammlung der Tübinger Professorengalerie

Georg Balthasar Metzger (* 23. September 1623 in Schweinfurt; † 9. Oktober 1687 in Tübingen) war ein deutscher Mediziner und Naturwissenschaftler und Mitbegründer der Academia Naturae Curiosorum in Schweinfurt.

## Leben und Wirken
Metzger begann 1643 ein Medizinstudium an der Universität Altdorf, das er von 1644 bis 1648 in Jena bei Daniel Stahl, Werner Rolfinck und Gottfried Möbius fortsetzte. Von Jena begab er sich nach Erfurt, Helmstedt und Leipzig, wo er Schüler Johann Michaelis war. In Padua, wo er sich bis 1650 aufhielt, befasste er sich vorrangig mit Chirurgie und Anatomie.  Auf der Rückreise nach Deutschland wurde er im Oktober 1650 in Basel zum Doktor der Medizin promoviert.
In Jena wurde er 1646 bei Gottfried Möbius promoviert. Der Titel seiner Dissertation zum Magister Artium war Suppressionem mensium.
1650 wurde er zudem mit einer Dissertation unter dem Titel Disputatio medica inauguralis de catarrho suffocativo an der Universität Basel bei Johann Jakob von Brunn zum Dr. med. promoviert. Anschließend wirkte Metzger als praktischer Arzt in Schweinfurt.
Am 1. Januar 1652 (Matrikel-Nr. 3) gründete Metzger mit dem Beinamen Americus zusammen mit Johann Laurentius Bausch, Johann Michael Fehr und Georg Balthasar Wohlfahrt in Schweinfurt die Academia Naturae Curiosorum, die heutige Deutsche Akademie der Naturforscher Leopoldina. Im selben Jahr wurde er Professor für Medizin und Physik an der Universität Gießen.
Von dort kam er 1661 an die Universität Tübingen, wo seine Schwerpunkte auf Anatomie und Botanik lagen. Herzog Eberhard III hatte ihn nach Tübingen berufen, damit der anatomisch-chirurgische Unterricht wieder ordentlich durchgeführt und verbessert würde. In Tübingen war Metzger von 1681 bis 1688 Direktor des Botanischen Gartens Hortus medicus. Sein Schüler Rudolf Jacob Camerarius wurde sein Nachfolger als Gartendirektor in Tübingen.

## Familie
Er war Katharina Margarete Küffner verheiratet. Ihre Tochter Anna Magdalena († 1682) heiratete den Juristen Ferdinand Christoph Harpprecht.